# 伊塔帕里卡
伊塔帕里卡是巴西巴伊亚州的一个市镇。总面积115.9平方公里，总人口20796人，人口密度179.4人/平方公里。